# Angela Asher
Pour les articles homonymes, voir Asher (homonymie).
Angela Asher est une actrice de télévision et de cinéma canadienne. Elle acquiert une notoriété avec son rôle de Tara Mercer dans Majeurs et mariés et pour lequel elle reçoit une nomination pour meilleure actrice de comédie lors des 26e Prix Gemini en 2011.

## Politique
Opposée aux mesures sanitaires liées à la pandémie de COVID-19, Elle est candidate pour le Nouveau Parti bleu de l'Ontario lors de l'élection provinciale de 2022 dans Spadina—Fort York.

## Filmographie

### Cinéma
| Année | Titre                        | Rôle              | Notes |
| ----- | ---------------------------- | ----------------- | ----- |
| 1992  | Talons of the Eagle (en)     | Constable Link    |       |
| 1994  | Boozecan                     | Bell              |       |
| 2001  | True Blue                    | Levealle          |       |
| 2002  | Interstate 60                | Waitress          |       |
| 2007  | King of Sorrow (en)          | Dr. Dreyfus       |       |
| 2009  | A Touch of Grey (en)         | Liz               |       |
| 2012  | A Dark Truth                 | Caller            | Voix  |
| 2013  | A Fish Story                 | Louise            |       |
| 2016  | Only I...                    | Marcy Galloway    |       |
| 2018  | Ghostland                    | Candy Truck Woman |       |
| 2019  | Claws of the Red Dragon (en) | Clair Rosenberg   |       |

### Télévision
| Année      | Titre                                | Rôle                           | Notes                                 |
| ---------- | ------------------------------------ | ------------------------------ | ------------------------------------- |
| 1994       | Catwalk                              | Janie                          | Épisode: "Getting What You Want"      |
| 1994       | Le Justicier des ténèbres            | Prostitute                     | Épisode: "Killer Instinct"            |
| 1994       | Side Effects (TV series) (en)        | Amber                          | Épisode: "Superman"                   |
| 1995       | Les Frères Hardy                     | Karen Smith                    | Épisode: "A Perfect Stranger"         |
| 1995       | Where's the Money, Noreen?           | Noreen Lookalike               | Television film                       |
| 1996       | Les Repentis                         | Olivia Gearing                 | Television film                       |
| 1997       | Psi Factor, chroniques du paranormal | Angel                          | Épisode: "The Curse/Angel on a Plane" |
| 1997       | Invasion planète Terre               | Frauke Manheim                 | Épisode: "Horizon Zero"               |
| 1998       | When Husbands Cheat                  | Motel Woman                    | Film télévisé                         |
| 1998       | Les Repentis                         | Olivia Gearing                 | Épisode: "Shaken Not Stirred"         |
| 2001       | Queer as Folk                        | Marianne 'M.M.' MacDonald      | Épisode: "Very Stupid People"         |
| 2001       | Au-delà de l'infidélité              | Health Clinic Nurse            | Film télévisé                         |
| 2002       | Puppets Who Kill (en)                | Nurse Ynez                     | Épisode: "Bill's Brain"               |
| 2003       | Blue Murder VQ En quête de preuves   | Carly Mitchell                 | Épisode: "Ambush"                     |
| 2003       | Coast to Coast (en)                  | Tanya Reinhardt                | Film télévisé                         |
| 2004–2006  | This Is Wonderland (en)              | Trish De Raey / Joelle Bellemy | 6 épisodes                            |
| 2006       | Destination 11 Septembre             | Lorraine Di Taranto            | 2 épisodes                            |
| 2008–2009  | Degrassi : La Nouvelle Génération    | Evelyn Valieri                 | 4 épisodes                            |
| 2010       | Conscience Morale                    | Meredith Cole                  | Film télévisé                         |
| 2010–2011  | Majeurs et mariés                    | Tara Hill                      | 25 épisodes                           |
| 2013       | The Listener VQ Les Pouvoirs de Toby | Kay Walton                     | Épisode: "Love's a Bitch"             |
| 2013–2018  | Hard Rock Medical                    | Nancy Siebolski                | 39 épisodes                           |
| 2016       | Inhuman Condition (en)               | Rachel                         | 9 épisodes                            |
| 2016       | I'll Be Home for Christmas           | Suzi Tate                      | Film télévisé                         |
| 2016, 2018 | Private Eyes                         | Maggie Melroy                  | 2 épisodes                            |
| 2017       | My Roommate's an Escort (en)         | Joanne                         | 2 épisodes                            |
| 2017–2018  | Bad Blood VQ Les Liens du sang       | Renata                         | 6 épisodes                            |
| 2018       | Ghost BFF (en)                       | Coco Beauvais                  | 4 épisodes                            |
| 2018       | Workin' Moms VQ Mères au travail     | Dorothy Cutwater               | 5 épisodes                            |
| 2018       | Christmas at Grand Valley            | Vera                           | Film télévisé                         |
| 2019       | Northern Rescue (en)                 | Officer Dani                   | 2 épisodes                            |
| 2019       | Impulse                              | Fran                           | Episode: "For Those Lost"             |
| 2019       | Hudson et Rex                        | Haley Farr                     | Épisode: "Dead Man Walking"           |
| 2019       | Le Secret de la plume                | Mouse                          | Épisode: "The Jungle Ghost, Part 1"   |